# Johanneskirche (Bad Tölz)

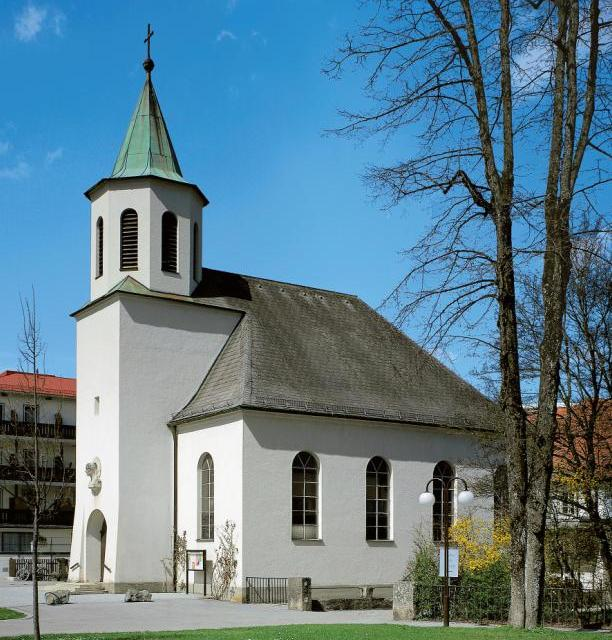
Johanneskirche

Die  Johanneskirche offiziell Evangelische Johanneskirche Bad Tölz ist die evangelisch-lutherische Kirche in der Stadt Bad Tölz. Sie wurde 1880 geweiht. Die letzte Umgestaltung erfolgte durch Architekt Franz Lichtblau und Künstler Hubert Distler. Sie ist mit einem Altarbild von Lovis Corinth ausgestattet und einer Orgel von Ott.

## Architektur
Der Bau wurde vom Münchner Architekten Martin Wintergerst entworfen und am 24. Juni 1880 eingeweiht. 1896 wurde die Kirche erweitert und erhielt einen Turm. Nach Gründung der evangelisch-lutherischen Gemeinde im Jahr 1922 und der Einrichtung eines Pfarramts leitete der Architekt Robert Kahl 1926 einen weiteren Ausbau. 1970 wurde die Kirche durch Franz Lichtblau erneut umgestaltet und erhielt eine Deckenbemalung von Hubert Distler. Den Namen Johanneskirche erhielt sie zum 125-jährigen Kirchenjubiläum im Jahr 2005.

## Orgel

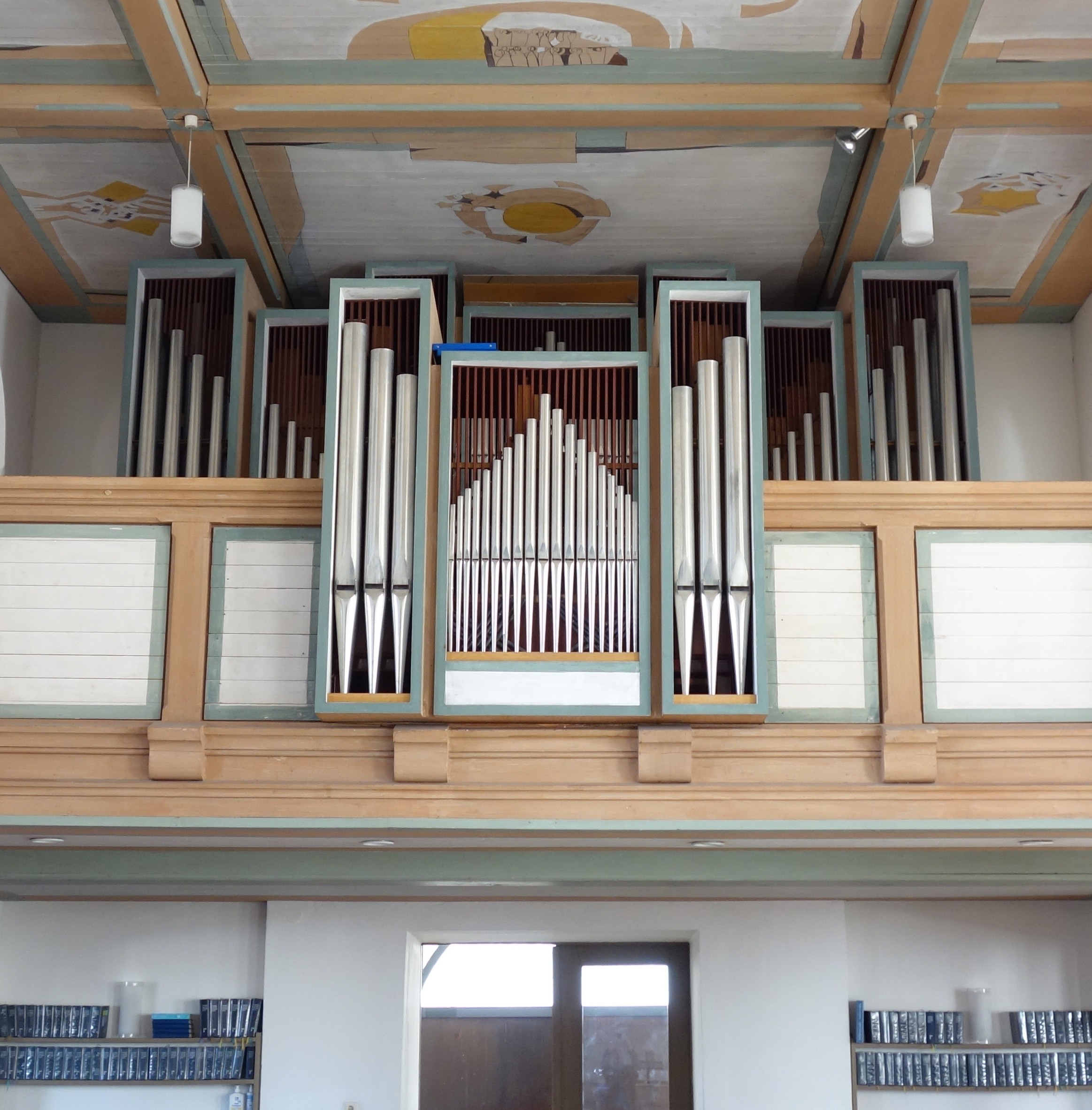
Die Ott-Orgel

Die Orgel mit 18 Registern auf zwei Manualen und Pedal wurde 1970 von Paul Ott gebaut. Die Disposition lautet:
| I Rückpositiv C–g3 |                 |
| Holzgedackt        | 8′              |
| Spillgedackt       | 4′              |
| Prinzipal          | 2′              |
| Sesquialter        |                 |
| Nasat              | 1 ⁄3′(Vorabzug) |
| Zimbel II–III      |                 |
| Krummhorn          | 8′              |
| Tremulant          |                 |

| II Hauptwerk C–g3 |    |
| Rohrflöte         | 8′ |
| Dolkan            | 8′ |
| Prinzipal         | 4′ |
| Blockflöte        | 2′ |
| Sifflöte          | 1′ |
| Mixtur III–IV     |    |

| Pedal C–f1  |     |
| Subbaß      | 16′ |
| Gemshorn    | 8′  |
| Choralbaß   | 4′  |
| Kleinpommer | 2′  |
| Mixtur III  |     |
| Fagott      | 8′  |

- Koppeln: I/II, II/P, I/P
- Bemerkungen: Schleiflade, mechanische Spiel- und Registertraktur

## DieKreuzigungvon Lovis Corinth

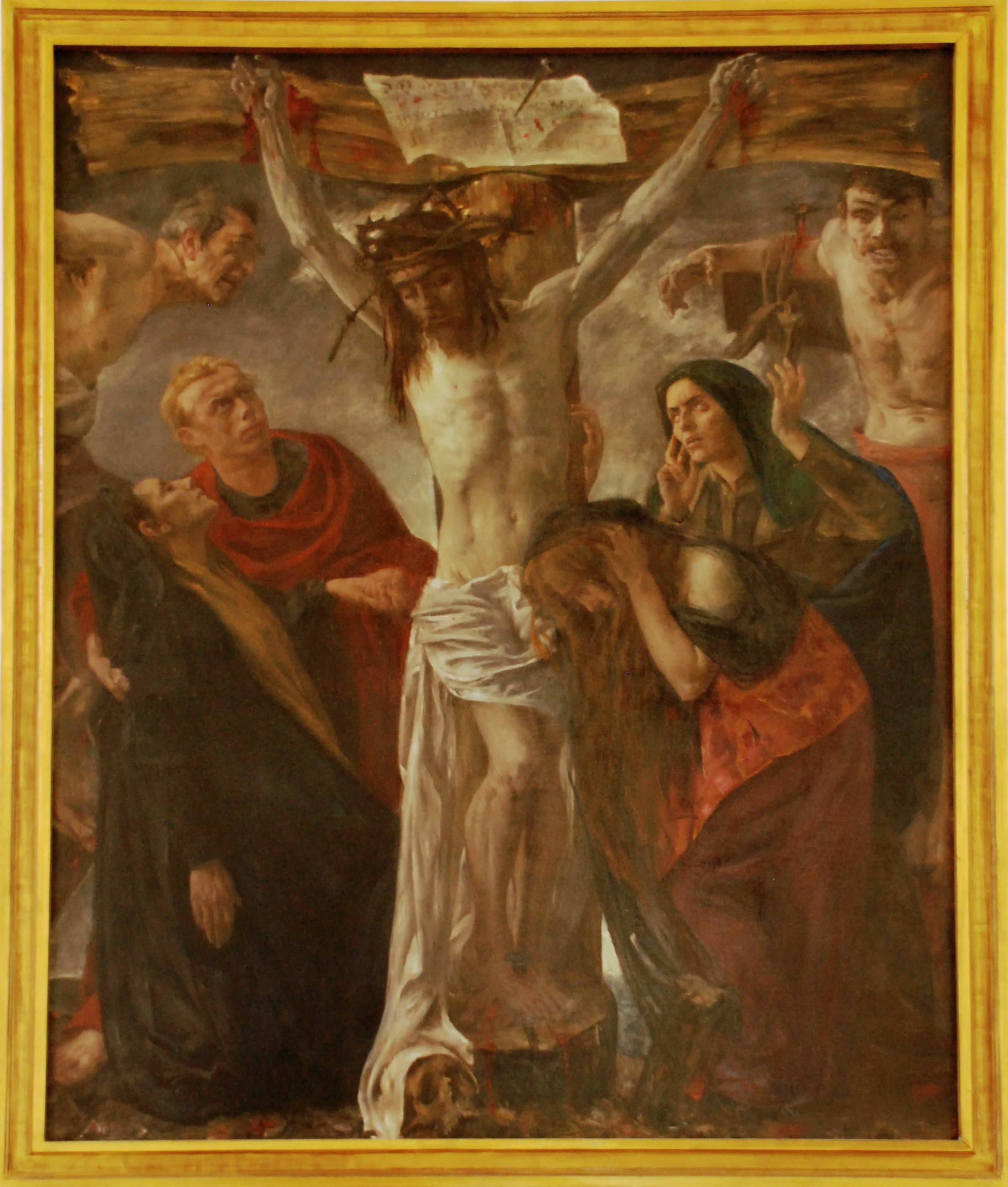
Lovis Corinth: Kreuzigung, 1897

Das Altarbild ist eine Darstellung der Kreuzigung Christi des Malers Lovis Corinth, entstanden 1897. Das Bild mit den Maßen von 2,30 Meter Höhe und 1,78 Meter Breite, der „expressiv schreienden Gebärde,“ in extremer Nahsicht und mit nervösem Pinselstrich nass-in-nass gemalt, dominiert den eher schlicht gehaltenen Innenraum der Kirche. 
Dargestellt ist der tote Christus am Kreuz, der Körper ist gezeichnet vom erlittenen Martyrium, geronnenes Blut befleckt Hände und Füße. Rechts und links wird er flankiert von den beiden mitverurteilten Räubern. Neben dem Kreuz stehen auf einer Seite Johannes, Jesu Lieblingsjünger, der Maria, die Mutter Jesu, mit den Armen auffängt, auf der anderen Seite Maria Kleophae (Joh 19,25 ), die Arme in Verzweiflung emporgereckt und eine schmerzgebeugte Maria Magdalena mit gelöstem roten Haar und entblößten Schultern, die ihren Kopf an den Leichnam drückt.
Die Kreuzigung gehört zu einer Werkgruppe Corinths aus den Jahren 1880 bis 1900, als er sich intensiv mit christlichen Themen, speziell mit der Leidensgeschichte, auseinandersetzte. Nach Bad Tölz kam das Bild 1901 als Stiftung des Münchner Fabrikanten Ernst Heckert, der sich dort von einer schweren Krankheit erholt hatte.